# Aiguille de Braite
Aiguille de Braite är en bergstopp i Schweiz. Den ligger i kantonen Valais, i den sydvästra delen av landet, 90 km sydväst om huvudstaden Bern. Toppen på Aiguille de Braite är 1 913 meter över havet.